# Lipno nad Vltavou
Lipno nad Vltavou là một làng thuộc huyện Český Krumlov, vùng Jihočeský, Cộng hòa Séc.